# شیمی بسپار

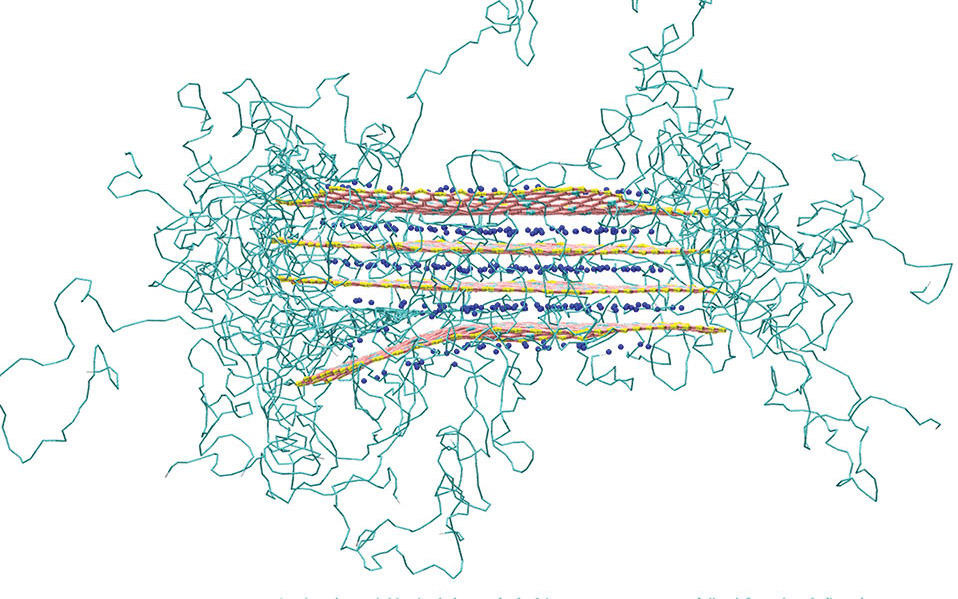
نگاره ای از ذرات خاک رس در ارتباط با بسپارها

شیمی بسپار یا پلیمر (به انگلیسی: Polymer Chemistry) یا شیمی درشت‌مولکول (به انگلیسی: Macromolecular Chemistry) ، شاخه‌ای از دانش شیمی است که در آن خواص شیمیایی و روش ساخت  درشت‌مولکول‌ها و بسپارها مورد مطالعه قرار می‌گیرد.
بسپارها، از بسپارش تک‌پارها تشکیل می‌شوند. در شیمیِ بسپار، درجه بسپارش ، توزیع جرمی مولی ، تاکتیسیته ، هم‌پار و بسیاری موضوعات دیگر مورد بررسی هستند.